# Санта-Лучия (футбольный клуб)
«Санта-Лучия» (мальт. Santa Lucia) — мальтийский футбольный клуб из одноимённой деревни на юге страны. Выступает в чемпионате Мальты. Домашней ареной клуба является стадион «Луксол», вмещающий 800 зрителей.

## История
Команда основана в 1974 году. С тех пор команда провела 42 сезона в низших мальтийских дивизионах. Впервые выйти во второй по силе дивизион страны «Санта-Лучии» удалось в 1995 году, но на этом уровне команда сумела продержаться всего два сезона после чего вернулась обратно в третий эшелон. Вновь во второй дивизион команда вышла по итогам сезона 2017/18, а уже спустя год команда добилась выхода в Премьер-лигу Мальты. Тогда по итогам сезона 2018/19 клуб занял третье место в регулярном чемпионате, а в плей-офф обыграл «Сент-Андрюс» (4:1).
Выйдя в высший дивизион клуб провёл ребрендинг и изменил эмблему. Дебютный сезон в высшем дивизионе клуб завершил на 12 месте среди 14 участников. В 2021 году клуб заключил трёхлетнее спонсорское соглашение с «Элмо Инсуранс». Свой лучший результат в Кубке Мальты «Санта-Лучия» показала в сезоне 2021/22, дойдя до стадии полуфинала. По итогам сезона 2021/22 команда заняла предпоследнее место и должна была понизиться в классе, однако из-за финансовых причин «Пемброук Атлета» отказался от своего место в высшем дивизионе и Футбольная ассоциация Мальты приняла решение оставить «Санта-Лучию» в чемпионате.
Сезон 2022/23 клуб завершил на 12 месте, но сумел сохранить прописку в элите благодаря победе в матче плей-офф над «Жейтун Коринтианс» (1:0). На турнире Моста в сентябре 2023 года клуб занял второе место. В текущем сезоне 2023/24 «Санта-Лучия» занимает 10 место.
Лучшим гвардейцем клуба является Мелвин Агиус (189 матчей), а лучшим бомбардиром — Мохамед Телесси (49 голов). В сезоне 2020/21 наибольшее количество голов в чемпионате Мальты забил игрок «Санта-Лучии» Кевин Росеро (17 мячей). В стан национальной сборной Мальты из «Санта-Лучии» вызывались Кириан Нвоко и Стивен Пизани.

## Главные тренеры
- Марко Глумак (июль 2018 — май 2019)
- Оливер Спитери (май 2019 — январь 2022)
- Брайан Четкути (январь 2022)
- Джованни Тедеско (январь — май 2022)
- Пабло Кортес (июль — октябрь 2022)
- Винченцо Потенца (ноябрь 2022 — июнь 2023)
- Алессандро Зиннари (с июля 2023 года)

## Последние результаты
| Сезон   | Див. | Место | Кубок       |
| ------- | ---- | ----- | ----------- |
| 2011/12 | III  | 4     | 1/32 финала |
| 2012/13 | III  | 9     | 1/64 финала |
| 2013/14 | III  | 7     | 1/64 финала |
| 2014/15 | III  | 5     | 1/32 финала |
| 2015/16 | III  | 4     | 1/64 финала |
| 2016/17 | III  | 3     | 1/64 финала |
| 2017/18 | III  | 2     | 1/16 финала |
| 2018/19 | II   | 3     | 1/32 финала |
| 2019/20 | I    | 12    | 1/8 финала  |
| 2020/21 | I    | 8     | 1/16 финала |
| 2021/22 | I    | 10    | 1/2 финала  |
| 2022/23 | I    | 12    | 1/8 финала  |
| 2023/24 | I    |       | 1/8 финала  |